# Cauffry
Cauffry település Franciaországban, Oise megyében. Lakosainak száma 2669 fő (2022. január 1.). Cauffry Rantigny, Cambronne-lès-Clermont, Laigneville, Liancourt, Mogneville, Monchy-Saint-Éloi és Rousseloy községekkel határos.

## Népesség
A település népességének változása:
| Lakosok száma | 2462 | 2490 | 2545 | 2540 | 2581 | 2621 | 2634 | 2654 | 2669 |
|               | 2013 | 2015 | 2016 | 2017 | 2018 | 2019 | 2020 | 2021 | 2022 |